# ジャングル・ファイト
ジャングル・ファイト・チャンピオンシップ（英語: Jungle Fight Championship）は、ブラジルの総合格闘技団体。代表者はヴァリッジ・イズマイウ。2003年にアントニオ猪木がブラジルのアマゾン川の森林保護を目的として開催。2008年より、リオデジャネイロで継続的に開催されるようになる。

## 階級・王座
王座の変遷については「Jungle Fight王者一覧」を参照。
| 階級           | 重量区分            |
| -------------- | ------------------- |
| ヘビー級       | -264.6lbs: -120.0kg |
| クルーザー級   | -220lbs: -100.0kg   |
| ライトヘビー級 | -205lbs: -93.0kg    |
| ミドル級       | -185.2lbs: -84.0kg  |
| ウェルター級   | -169.8lbs: -77.0kg  |
| ライト級       | -154.3lbs: -70.0kg  |
| フェザー級     | -143.3lbs: -65.0kg  |
| バンタム級     | -134.5lbs: -61.0kg  |
| フライ級       | -125.7lbs: -57.0kg  |
| ストロー級     | -116.8lbs: -53.0kg  |